# داوران جام جهانی فوتبال
پس از جام جهانی فوتبال ۲۰۰۶، ۳۳۲ داور بازی‌های جام جهانی را داوری کرده‌اند. پیرلوییجی کولینا از ایتالیا با داوری ۹ بازی، بیشترین تعداد را دارد. همچنین ۱۹ داور، ۱۹ فینال جام جهانی را داوری کرده‌اند.

## داوران فینال‌های جام جهانی
| سال  | داور                |    |   |   | کمک داوران                           | داور چهارم داور بنجم                            | داوران کمک داور ویدیویی                                             |
| ---- | ------------------- | -- | - | - | ------------------------------------ | ----------------------------------------------- | ------------------------------------------------------------------- |
| ۱۹۳۰ | جان لانگنوس         | -  | - | - | اولیسس سائوسدو هنری کریستوف          | از سال ۱۹۹۴ اضافه شد. از سال ۲۰۰۶ اضافه شد.     | از سال ۲۰۱۸ اضافه شد.                                               |
| ۱۹۳۴ | ایوان اکلیند        | -  | - | - | لویی برت میهالی ایوانچیچ             | از سال ۱۹۹۴ اضافه شد. از سال ۲۰۰۶ اضافه شد.     | از سال ۲۰۱۸ اضافه شد.                                               |
| ۱۹۳۸ | گرجس کپدویل         | -  | - | - | هانس ووتریچ آگوستین کریست            | از سال ۱۹۹۴ اضافه شد. از سال ۲۰۰۶ اضافه شد.     | از سال ۲۰۱۸ اضافه شد.                                               |
| ۱۹۵۰ | جورج ریدر           | -  | - | - | آرتور الیس جورج میچل                 | از سال ۱۹۹۴ اضافه شد. از سال ۲۰۰۶ اضافه شد.     | از سال ۲۰۱۸ اضافه شد.                                               |
| ۱۹۵۴ | ویلیام لینگ         | -  | - | - | وینچنزو اورلاندینی سندی گریفیتس      | از سال ۱۹۹۴ اضافه شد. از سال ۲۰۰۶ اضافه شد.     | از سال ۲۰۱۸ اضافه شد.                                               |
| ۱۹۵۸ | ماریسه گویگو        | -  | - | - | آلبرت دوش خوان گاردیازابال گارای     | از سال ۱۹۹۴ اضافه شد. از سال ۲۰۰۶ اضافه شد.     | از سال ۲۰۱۸ اضافه شد.                                               |
| ۱۹۶۲ | نیکلای لاتیشف       | -  | - | - | لئو هورن باب دیویدسون                | از سال ۱۹۹۴ اضافه شد. از سال ۲۰۰۶ اضافه شد.     | از سال ۲۰۱۸ اضافه شد.                                               |
| ۱۹۶۶ | گاتفرید دینست       | -  | - | - | توفیق بهراموف کارول گالبا            | از سال ۱۹۹۴ اضافه شد. از سال ۲۰۰۶ اضافه شد.     | از سال ۲۰۱۸ اضافه شد.                                               |
| ۱۹۷۰ | رودی گلوکنر         | ۲  | ۰ | ۰ | رودی شویرر آنخل نوربرتو کوئرتزا      | از سال ۱۹۹۴ اضافه شد. از سال ۲۰۰۶ اضافه شد.     | از سال ۲۰۱۸ اضافه شد.                                               |
| ۱۹۷۴ | جک تیلور            | ۴  | ۰ | ۰ | رامون بارتو آلفونسو گونزالس آرچوندیا | از سال ۱۹۹۴ اضافه شد. از سال ۲۰۰۶ اضافه شد.     | از سال ۲۰۱۸ اضافه شد.                                               |
| ۱۹۷۸ | سرجیو گونلا         | ۴  | ۰ | ۰ | رامون بارتو اریک لاین‌مایر            | از سال ۱۹۹۴ اضافه شد. از سال ۲۰۰۶ اضافه شد.     | از سال ۲۰۱۸ اضافه شد.                                               |
| ۱۹۸۲ | آرنالدو سزار کویلیو | ۵  | ۰ | ۰ | آبراهام کلاین ویتک کریستوف           | از سال ۱۹۹۴ اضافه شد. از سال ۲۰۰۶ اضافه شد.     | از سال ۲۰۱۸ اضافه شد.                                               |
| ۱۹۸۶ | رموالدو فیلیو       | ۶  | ۰ | ۰ | برنی اولوا موررا اریک فردریکسون      | از سال ۱۹۹۴ اضافه شد. از سال ۲۰۰۶ اضافه شد.     | از سال ۲۰۱۸ اضافه شد.                                               |
| ۱۹۹۰ | ادگاردو کودسال      | ۴  | ۱ | ۱ | آرماندو پرز هویوس میخال لیستکویچ     | از سال ۱۹۹۴ اضافه شد. از سال ۲۰۰۶ اضافه شد.     | از سال ۲۰۱۸ اضافه شد.                                               |
| ۱۹۹۴ | ساندور پل           | ۴  | ۰ | ۰ | ونانسیو زاراته محمد فنایی            | فرانسیسکو لامولینا                              | از سال ۲۰۱۸ اضافه شد.                                               |
| ۱۹۹۸ | سعید بلقولا         | ۴  | ۱ | ۰ | مارک وارن آخمت سالی                  | رحمان الزید                                     | از سال ۲۰۱۸ اضافه شد.                                               |
| ۲۰۰۲ | پیرلوئیجی کولینا    | ۲  | ۰ | ۰ | لیف لیندبرگ فیلیپ شارپ               | هیو دالاس                                       | از سال ۲۰۱۸ اضافه شد.                                               |
| ۲۰۰۶ | هوراسیو الیزوندو    | ۴  | ۰ | ۱ | داریو گارسیا رودولفو اوترو           | لوئیس مدینا کانتالخو ویکتوریانو خیرالدز کاراسکو | از سال ۲۰۱۸ اضافه شد.                                               |
| ۲۰۱۰ | هاوارد وب           | ۱۲ | ۱ | ۰ | درن کن مایکل مولارکی                 | یوییچی نیشیمورا تورو ساگارا                     | از سال ۲۰۱۸ اضافه شد.                                               |
| ۲۰۱۴ | نیکولا ریتزولی      | ۴  | ۰ | ۰ | رناتو فاورانی آندره‌آ استفانی         | کارلوس ورا کریستین لسکانو                       | از سال ۲۰۱۸ اضافه شد.                                               |
| ۲۰۱۸ | نستور پیتانا        | ۳  | ۰ | ۰ | هرنان مایدانا خوان پابلو بلاتی       | بیورن کویپرس اروین زینسترا                      | ماسیمیلیانو ایراتی مائورو ویگلیانو کارلوس آستروزا کاردناس دنی ماکلی |

کارت زرد و قرمز در سال ۱۹۷۰ معرفی شدند. پیش از آن، کارت و اخطاری وجود نداشت؛ تنها اخراج و کارت قرمز بود.

### برپایه کشور
از فینال جام جهانی فوتبال ۲۰۱۸، ۳۳ کشور در بدنه رسمی فینال جام جهانی فوتبال حضور داشتند.
| کشور               | مجموع | داور | کمک داور | چهارم | پنجم |
| ------------------ | ----- | ---- | -------- | ----- | ---- |
| انگلستان           | ۹     | ۴    | ۵        | ۰     | ۰    |
| ایتالیا            | ۶     | ۳    | ۳        | ۰     | ۰    |
| آرژانتین           | ۵     | ۱    | ۳        | ۱     | ۰    |
| بلژیک              | ۴     | ۱    | ۳        | ۰     | ۰    |
| اسکاتلند           | ۳     | ۰    | ۲        | ۱     | ۰    |
| اسپانیا            | ۳     | ۰    | ۱        | ۱     | ۱    |
| سوئد               | ۳     | ۱    | ۲        | ۰     | ۰    |
| سوئیس              | ۳     | ۱    | ۲        | ۰     | ۰    |
| برزیل              | ۲     | ۲    | ۰        | ۰     | ۰    |
| چکسلواکی           | ۲     | ۰    | ۲        | ۰     | ۰    |
| اکوادور            | ۲     | ۰    | ۰        | ۱     | ۱    |
| فرانسه             | ۲     | ۲    | ۰        | ۰     | ۰    |
| مجارستان           | ۲     | ۱    | ۱        | ۰     | ۰    |
| ژاپن               | ۲     | ۰    | ۰        | ۱     | ۱    |
| مکزیک              | ۲     | ۱    | ۱        | ۰     | ۰    |
| اتحاد جماهیر شوروی | ۲     | ۱    | ۱        | ۰     | ۰    |
| اروگوئه            | ۲     | ۰    | ۲        | ۰     | ۰    |
| اتریش              | ۱     | ۰    | ۱        | ۰     | ۰    |
| بولیوی             | ۱     | ۰    | ۱        | ۰     | ۰    |
| کاستاریکا          | ۱     | ۰    | ۱        | ۰     | ۰    |
| کلمبیا             | ۱     | ۰    | ۱        | ۰     | ۰    |
| آلمان شرقی         | ۱     | ۱    | ۰        | ۰     | ۰    |
| ایران              | ۱     | ۰    | ۱        | ۰     | ۰    |
| اسرائیل            | ۱     | ۰    | ۱        | ۰     | ۰    |
| مراکش              | ۱     | ۱    | ۰        | ۰     | ۰    |
| هلند               | ۱     | ۰    | ۱        | ۰     | ۰    |
| پاراگوئه           | ۱     | ۰    | ۱        | ۰     | ۰    |
| لهستان             | ۱     | ۰    | ۱        | ۰     | ۰    |
| عربستان سعودی      | ۱     | ۰    | ۰        | ۱     | ۰    |
| آفریقای جنوبی      | ۱     | ۰    | ۱        | ۰     | ۰    |
| ولز                | ۱     | ۰    | ۱        | ۰     | ۰    |
| آلمان غربی         | ۱     | ۰    | ۱        | ۰     | ۰    |